# Alan Egerton (3e baron Egerton)
Alan de Tatton Egerton, 3e baron Egerton (19 mars 1845 - 9 septembre 1920), est un homme politique conservateur britannique de la famille Egerton.

## Biographie
Il est le fils cadet de William Egerton (1er baron Egerton), et de son épouse Charlotte Elizabeth Loftus. Wilbraham Egerton (1er comte Egerton), est son frère aîné. Il est élu à la Chambre des communes pour Cheshire Mid en 1883, siège qu'il occupe jusqu'en 1885, date à laquelle la circonscription est abolie, et représente ensuite Knutsford de 1885 à 1906. En 1907, il succède à son frère aîné comme troisième baron Egerton.
Il est nommé capitaine des Paddington Rifles (qui devient plus tard le 5e Bataillon des volontaires, Rifle Brigade) en 1877, puis est major et lieutenant-colonel honoraire dans la Yeomanry impériale du Cheshire,. Il est le premier président de l'Institut de réfrigération, formé en 1899 sous le nom de Cold Storage and Ice Association. Il est nommé sous-lieutenant du comté de Chester le 24 décembre 1901 et vice-lieutenant du comté le 11 janvier 1902.
Il épouse Anna Louisa, fille de Simon Watson Taylor, en 1867. Il meurt en septembre 1920, âgé de 75 ans, et est remplacé à la baronnie par son fils Maurice.